# Francesco De Piccoli
Francesco "Franco" De Piccoli (Mestre, Italija, 29. studenog 1937.) je talijanski boksač u teškoj kategoriji.

### Karijera
Franco je s treniranjem boksa započeo 1955. godine dok je 1959. i 1960. postao nacionalni prvak u teškoj kategoriji. Također, za Italiju je nastupao na Olimpijadi u Rimu. Ondje je prilično lako stigao do finala u kojem je nakon 90 sekundi borbe nokautirao južnoafričkog protivnika Daniela Bekkera.
Završetkom olimpijskih igara prešao je iz amaterskog u profesionalni boks u kojem se natjecao do 1965. U tom razdoblju je imao 41 borbu sa skorom 37 pobjeda (od čega 29 nokautom) i četiri poraza.
Završetkom boksačke karijere postao je instruktor vožnje u auto-školi Fracaro u Veneciji. Danas ga se često poziva na sportske događaje kao počasnog gosta.
2004. godine je talijanski novinar i pisac Valter Esposito objavio biografsku knjigu o njemu: "Francesco De Piccoli storia di una medaglia d'oro".